# Al·lergogen

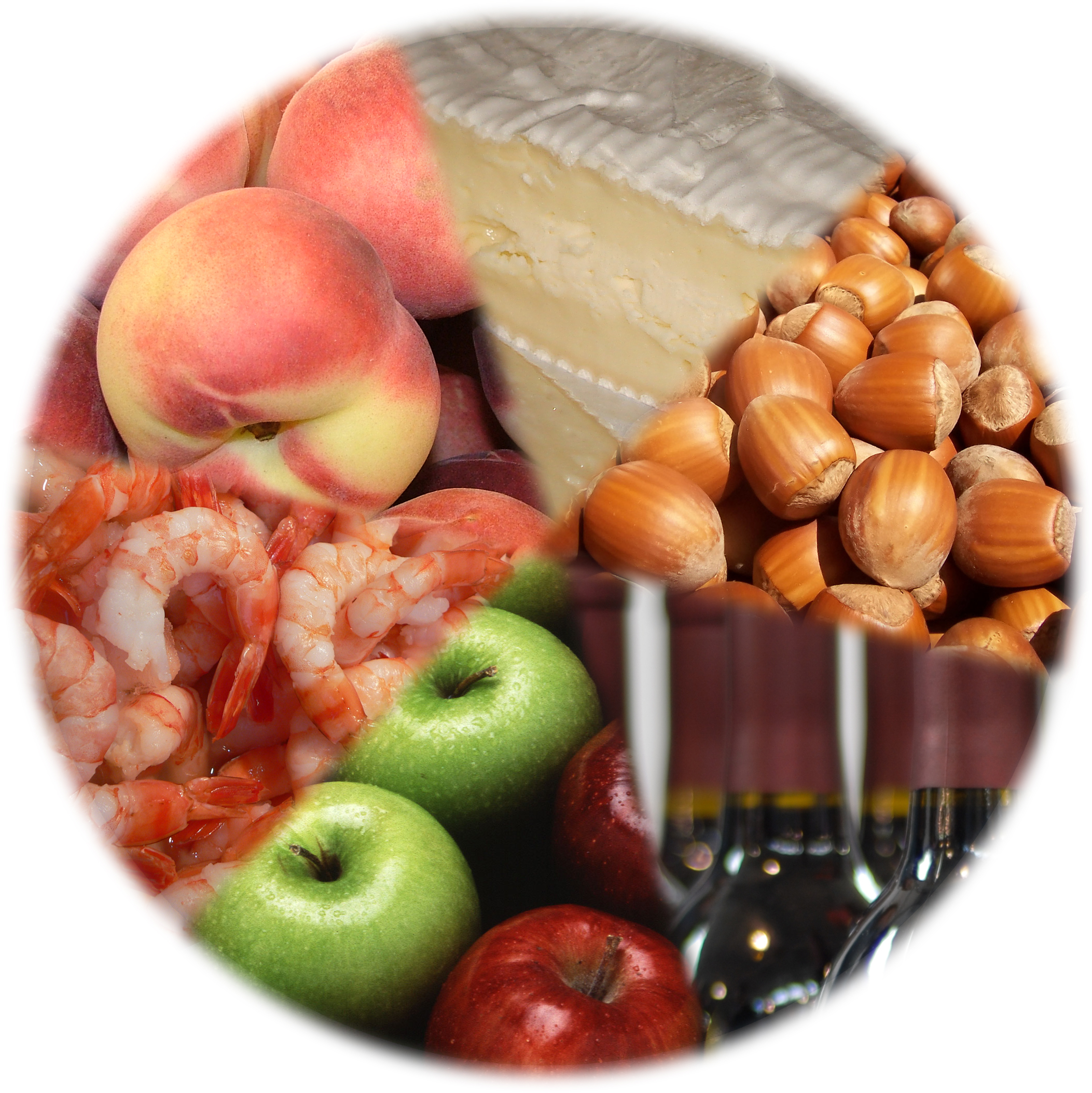
Algunes de les fonts al·lergèniques alimentàries més destacades, les quals contenen desenes d'al·lèrgens.

Un al·lergogen o al·lergen és una substància química que pot provocar una reacció al·lèrgica en algunes persones, ja que són reconegudes pel sistema immunitari com a «estranyes» o «perilloses», però que, en la majoria de les persones, són innòcues. L'individu al·lèrgic està predisposat genèticament a desenvolupar una resposta exagerada després del contacte amb l'al·lergogen.

## Afectació
Un no es fa al·lèrgic si no ha tingut almenys dos contactes amb l'al·lergogen. El primer contacte no comporta cap reacció visible: les cèl·lules responsables de l'al·lèrgia es fan hipersensibles a una substància inofensiva de manera normal. Després, des del segon contacte, l'al·lergogen arrossegarà, implicant-se amb les cèl·lules esmentades, la cascada de reaccions tenint èxit a una manifestació al·lèrgica (de la simple rinitis al·lèrgica al xoc anafilàctic, passant per la crisi d'asma).
Els al·lergògens, quan penetren a l'organisme, es vinculen sovint a una proteïna portadora. Allà, trobaran una cèl·lula immunitària i reaccionaran amb ella: en l'individu al·lèrgic a aquest al·lergogen, les cèl·lules responsables de l'al·lèrgia (mastòcits en particular) reaccionaran a aquest contacte (aquesta etapa no es produeix en els individus sans) i alliberaran molècules químiques responsables dels símptomes al·lèrgics com: histamina, serotonina, PAF, leucotriè, prostaglandina, etc.

## Nomenclatura
Des de fa uns quants anys, l'Organització Mundial de la Salut (OMS), en col·laboració amb altres entitats com la Unió Internacional de Societats d'Immunologia (IUIS, de l'anglès International Union of Immunological Societies), ha establert un sistema de nomenclatura comú, a fi de poder identificar tots els al·lergògens i establir un marc conjunt que pugui ser complementat i entès arreu del món. La nomenclatura segueix les regles del Subcomitè de Nomenclatura dels Al·lergògens. Les denominacions es fan a partir dels noms taxonòmics del gènere i les espècies de què es deriven els al·lergògens: les tres primeres lletres del gènere, la primera lletra de l'espècie, i un nombre àrab, segons la prioritat de descobriment i descripció. Aquest últim es farà llevat que l'al·lergen sigui estructuralment homòleg i immunològicament reactiu creuat amb els al·lergògens descrits prèviament de diferents espècies, assignant-se en aquest cas un nombre existent.

L'OMS, en col·laboració amb altres organitzacions mundials, va posar en marxa aquest projecte de nomenclatura i base de dades comuna pels al·lergògens al 1984

És possible que una mateixa proteïna o agent al·lergogènic, sigui present en més d'un element. En aquest cas, rebran diferent nomenclatura, tot i que essencialment seran el mateix, o amb una estructura molt propera. Un exemple d'això seria la profilina, el qual es troba de forma estructuralment homòloga i immunològicament reactiva en el bedoll (Bet v 2) i en el meló (Cuc m 2).

### Animals

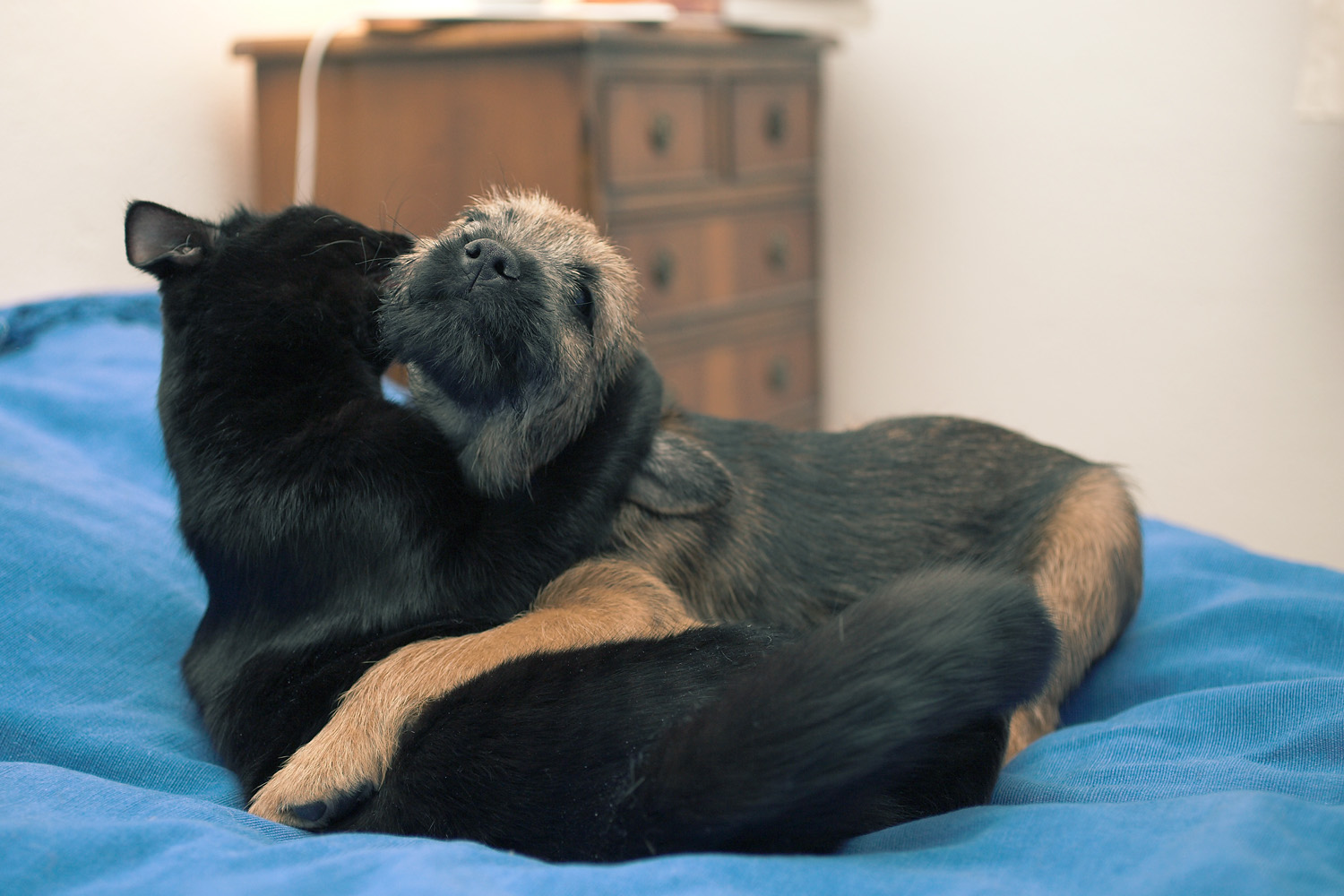
Molts al·lergogens han sigut identificats en les restes orgàniques de diversos animals domèstics, destacant els procedents de gos i gat, els quals han sigut seqüenciats i demostrats eficaçment.

### Ous

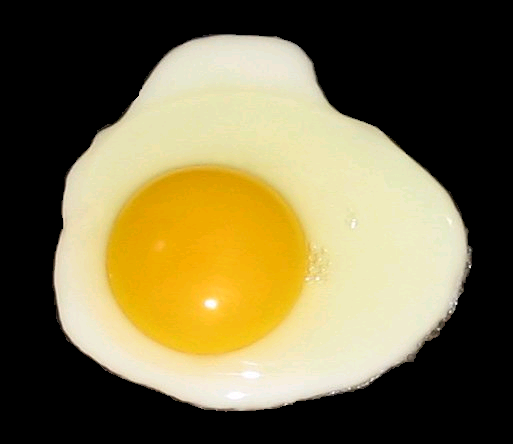
En aquesta imatge es pot observar un ou fregit, en el qual es diferencien clarament les seves dues parts: la clara (on es troben els seus al·lergogens) i el rovell.

### Llet

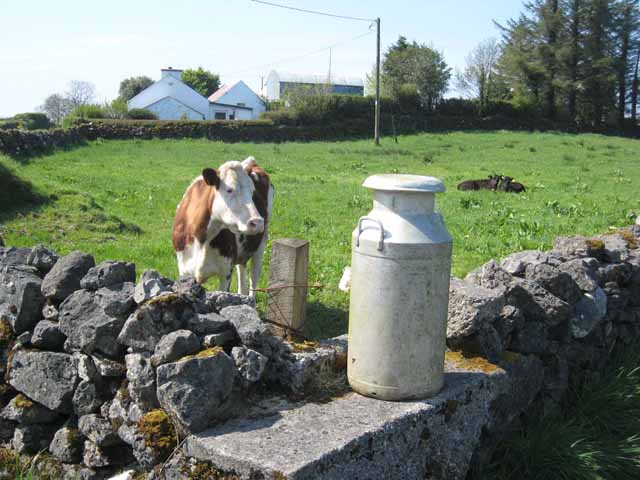
Llet en una garrafa al costat de la vaca a la qual se li ha extret.

### Cacauet

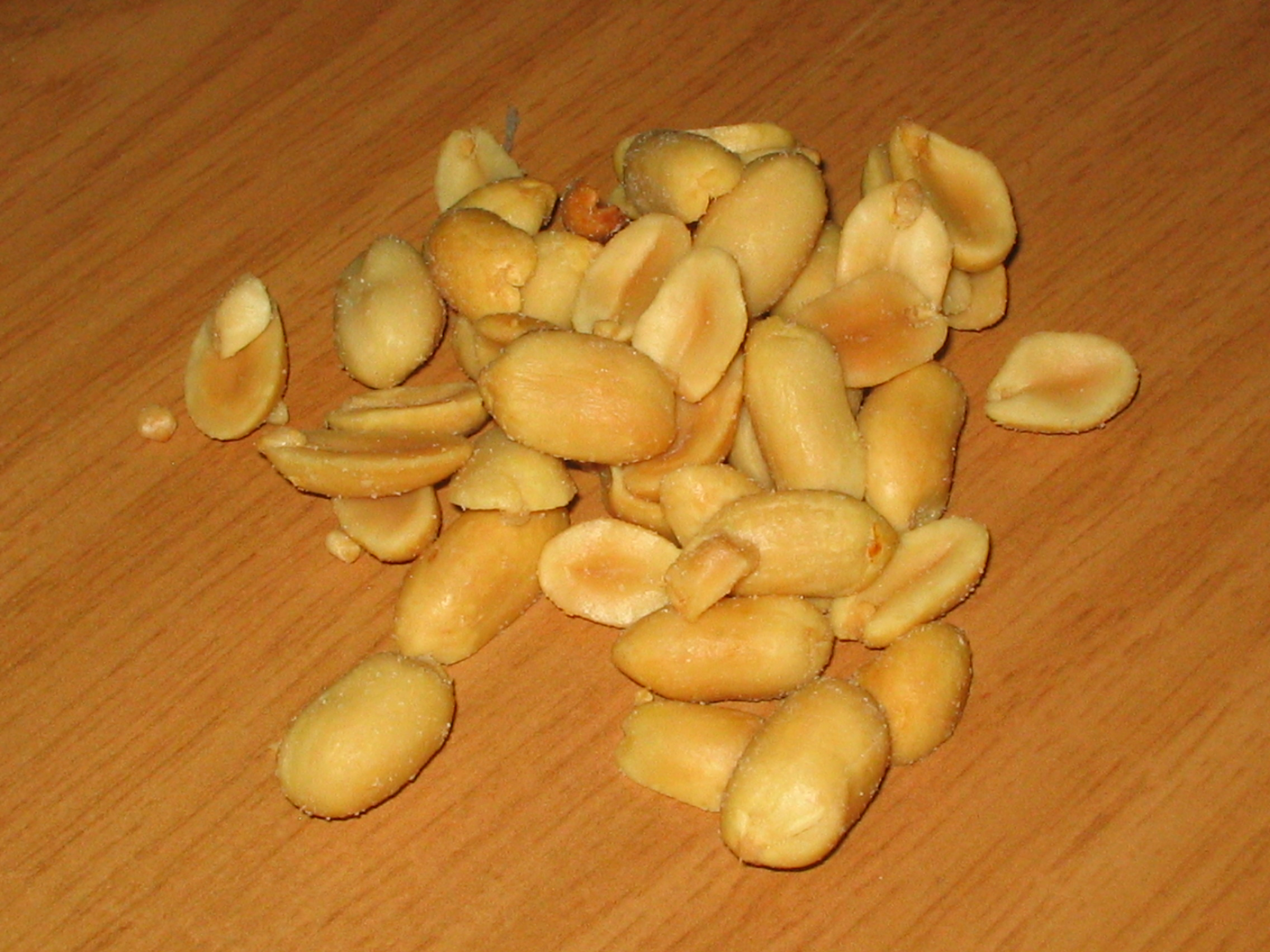
Part que es menja del cacauet, en la qual es troben la majoria dels seus al·lergògens.

### Blat

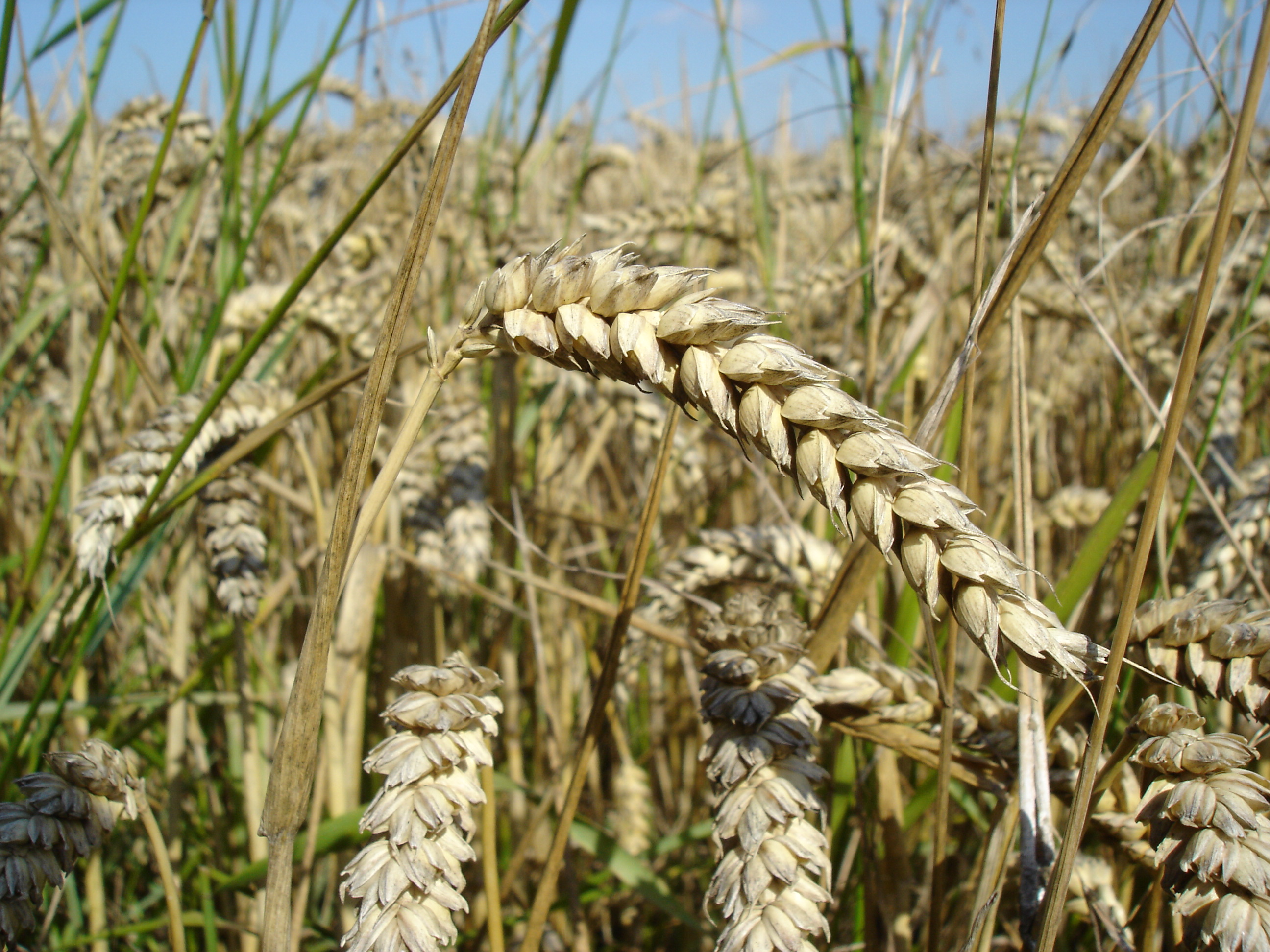
Planta de blat (Triticum aestivum)

### Insectes

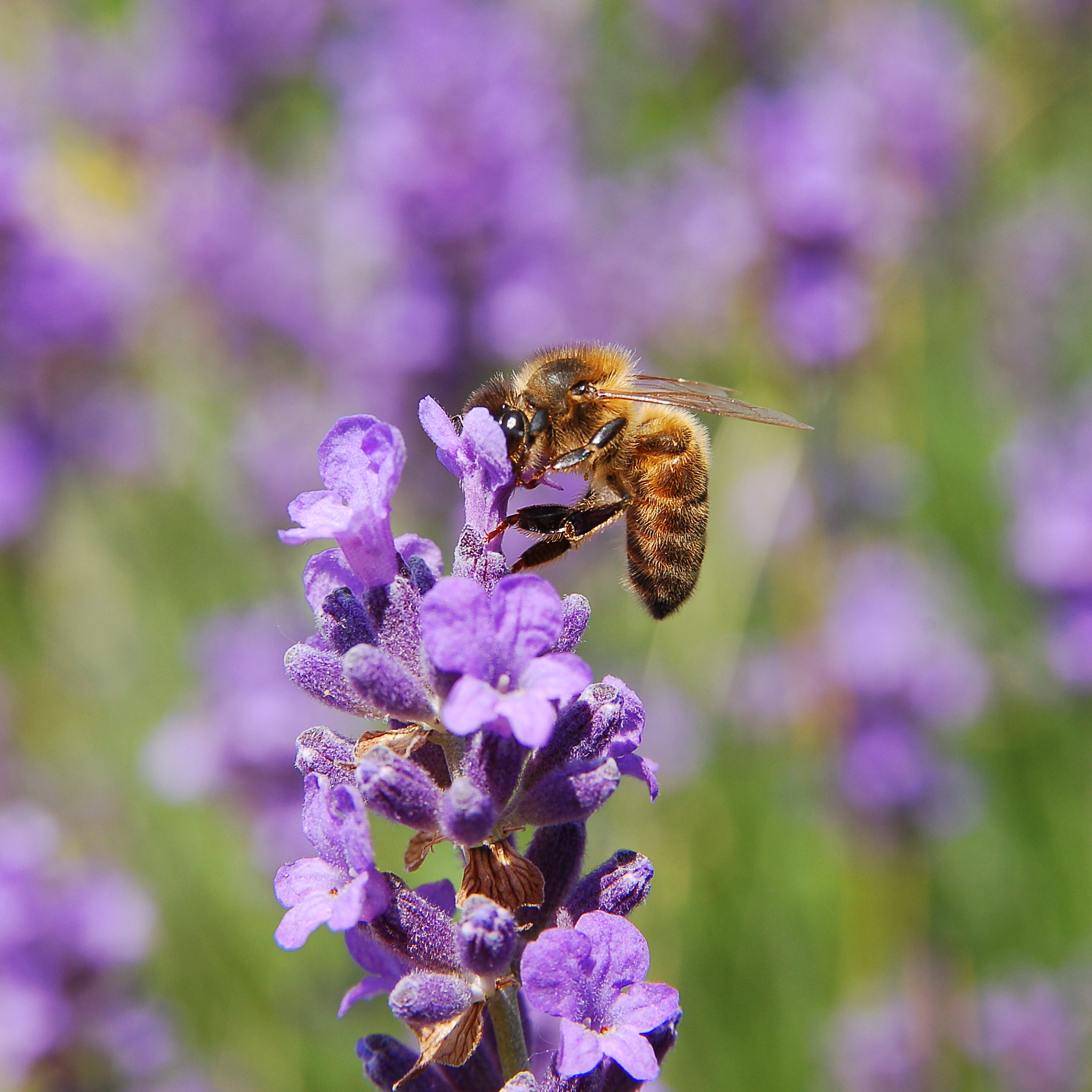
Espècimen de Apis mellifera.

### Làtex

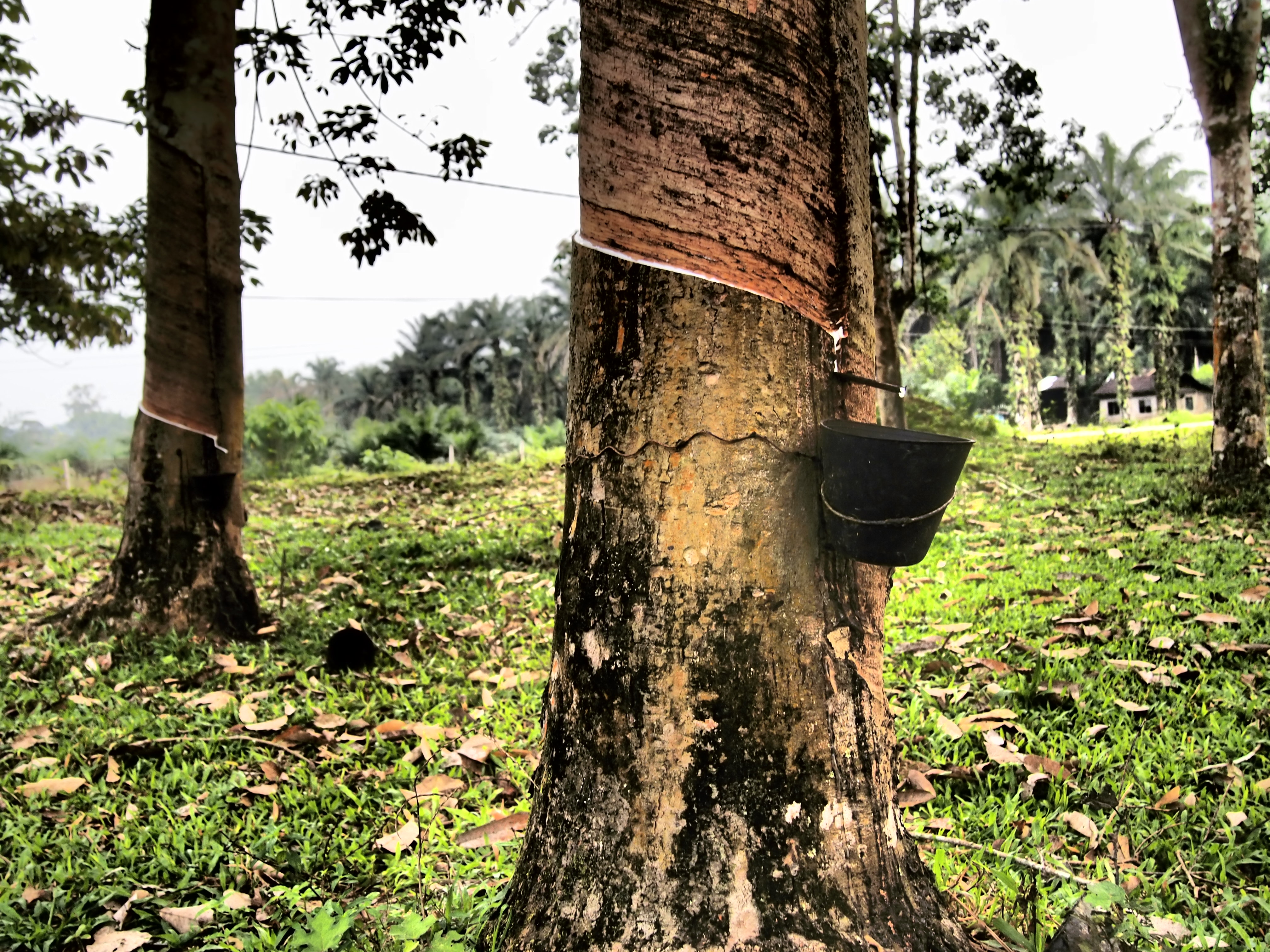
Extracció de làtex en Hevea Brasiliensis.

### Pol·len

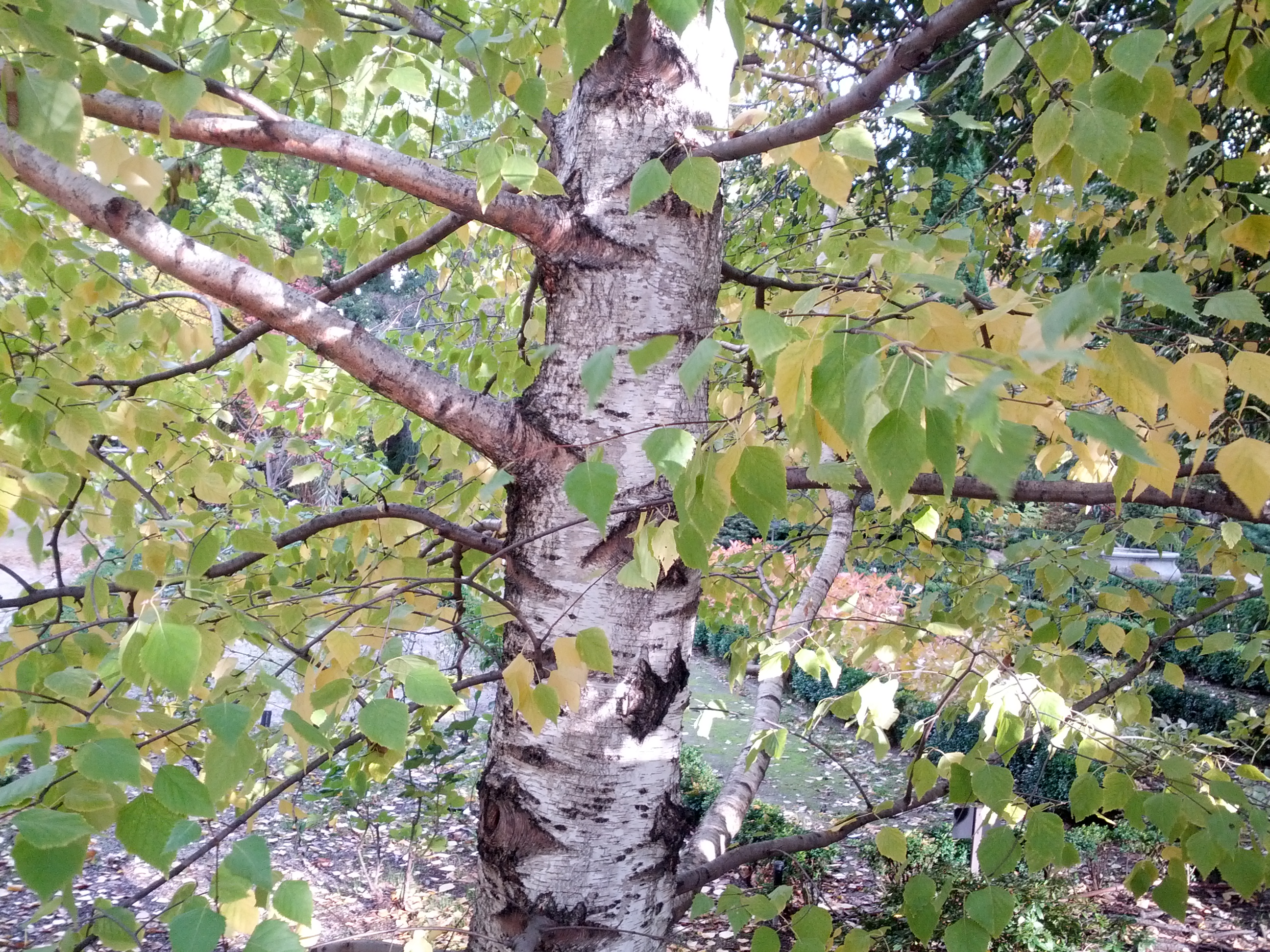
Bedoll un dels arbres més destacats en l'al·lèrgia al pol·len.

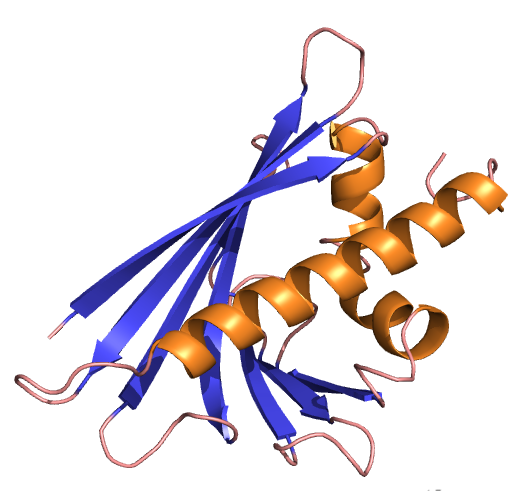
Bet v 1, una de les proteïnes més al·lergògenes del bedoll, i de les més destacades en l'al·lèrgia al pol·len.

### Heura metzinosa

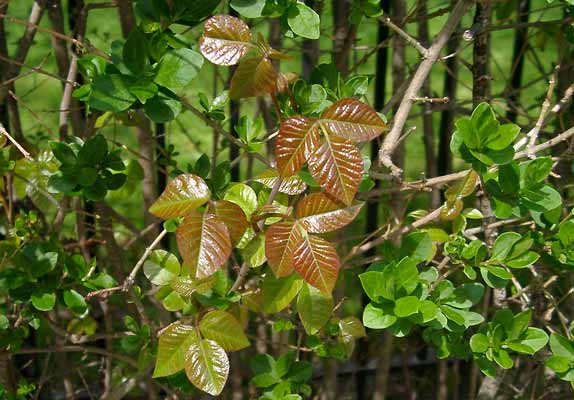
L'heura metzinosa (Toxicodendron radicans) és un arbust o una liana, típic en boscos d'Amèrica del Nord. Pot provocar una dermatitis amb el més mínim contacte.